# Typhlosyrinx vepallida
Typhlosyrinx vepallida is een slakkensoort uit de familie van de Raphitomidae. De wetenschappelijke naam van de soort is voor het eerst geldig gepubliceerd in 1902 door Martens.